# Étriché
Etriché – miejscowość i gmina we Francji, w regionie Kraj Loary, w departamencie Maine i Loara.
Według danych na rok 2010 gminę zamieszkiwały 1 541 osób, a gęstość zaludnienia wynosiła 78 osób/km².